# U-69 (tàu ngầm Đức) (1940)
U-69 là một tàu ngầm tấn công  Lớp Type VII thuộc phân lớp Type VIIC được Hải quân Đức Quốc Xã chế tạo trong Chiến tranh Thế giới thứ hai. Nhập biên chế năm 1940, nó đã thực hiện được tổng cộng mười chuyến tuần tra, đánh chìm được trên 72.000 GRT tàu bè Đồng Minh trong khoảng thời gian hai năm, trở thành một trong những tàu U-boat phục vụ liên tục dài nhất. Trong chuyến tuần tra cuối cùng, U-69 bị tàu khu trục Anh HMS Fame húc và đánh chìm tại Bắc Đại Tây Dương vào ngày 17 tháng 2, 1943.

## Thiết kế và chế tạo

### Thiết kế

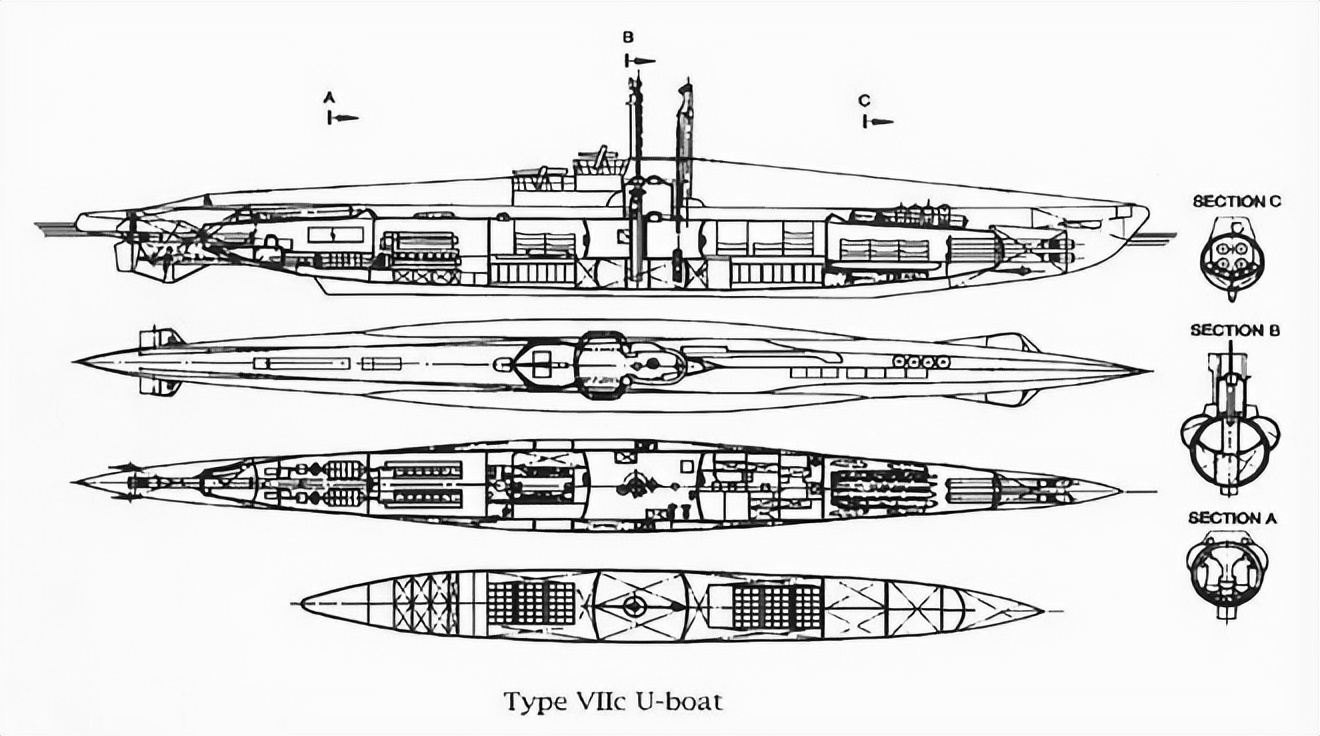
Sơ đồ các mặt cắt một tàu ngầm Type VIIC

Phân lớp VIIC của Tàu ngầm Type VII là một phiên bản VIIB được kéo dài thêm. Chúng có trọng lượng choán nước 769 t (757 tấn Anh) khi nổi và 871 t (857 tấn Anh) khi lặn). Con tàu có chiều dài chung 67,10 m (220 ft 2 in), lớp vỏ trong chịu áp lực dài 50,50 m (165 ft 8 in), mạn tàu rộng 6,20 m (20 ft 4 in), chiều cao 9,60 m (31 ft 6 in) và mớn nước 4,74 m (15 ft 7 in).
Chúng trang bị hai động cơ diesel Germaniawerft F46 siêu tăng áp 6-xy lanh 4 thì, tổng công suất 2.800–3.200 PS (2.100–2.400 kW; 2.800–3.200 bhp), dẫn động hai trục chân vịt đường kính 1,23 m (4,0 ft), cho phép đạt tốc độ tối đa 17,7 kn (32,8 km/h), và tầm hoạt động tối đa 8.500 nmi (15.700 km) khi đi tốc độ đường trường 10 kn (19 km/h). Khi đi ngầm dưới nước, chúng sử dụng hai động cơ/máy phát điện AEG GU 460/8–27  tổng công suất 750 PS (550 kW; 740 shp). Tốc độ tối đa khi lặn là 7,6 kn (14,1 km/h), và tầm hoạt động 80 nmi (150 km) ở tốc độ 4 kn (7,4 km/h). Con tàu có khả năng lặn sâu đến 230 m (750 ft).
Vũ khí trang bị có năm ống phóng ngư lôi 53,3 cm (21 in), bao gồm bốn ống trước mũi và một ống phía đuôi, và mang theo tổng cộng 14 quả ngư lôi, hoặc tối đa 22 quả thủy lôi TMA, hoặc 33 quả TMB. Tàu ngầm Type VIIC bố trí một hải pháo 8,8 cm SK C/35 cùng một pháo phòng không 2 cm (0,79 in) trên boong tàu. Thủy thủ đoàn bao gồm 4 sĩ quan và 40-56 thủy thủ.

### Chế tạo
U-69 được đặt hàng vào ngày 30 tháng 5, 1938, và được đặt lườn tại xưởng tàu của hãng Friedrich Krupp Germaniawerft tại Kiel vào ngày 11 tháng 11, 1939. Nó được hạ thủy vào ngày 19 tháng 9, 1940, và nhập biên chế cùng Hải quân Đức Quốc Xã vào ngày 2 tháng 11, 1940 dưới quyền chỉ huy của Hạm trưởng, Đại úy Hải quân Jost Metzler.

## Lịch sử hoạt động

### 1940 - 1941
Sau khi hoàn tất việc chạy thử máy và huấn luyện tại khu vực biển Baltic, U-69 được phái sang hoạt động tại khu vực Bắc Đại Tây Dương vào tháng 2, 1941.

#### Chuyến tuần tra thứ nhất
U-69 khởi hành từ Kiel vào ngày 10 tháng 2, 1941 cho chuyến tuần tra đầu tiên trong chiến tranh. Chiếc tàu ngầm băng qua khe GIUK giữa các quần đảo Shetland và Faroe để vòng qua quần đảo Anh và đi đến khu vực tuần tra tại Bắc Đại Tây Dương giữa Scotland, Ireland và Iceland. Vào ngày 17 tháng 2, nó phóng ngư lôi đánh chìm tàu buôn Anh MV Siamese Prince ở vị trí về phía Tây Nam quần đảo Faroe. Đến ngày 22 tháng 2, nó hai lần bị thủy phi cơ Short Sunderland tấn công bằng mìn sâu nhưng không bị hư hại. Trước đó U-69 đã đánh chìm Empire Blanda thuộc Đoàn tàu HX 107 vào ngày 19 tháng 2, và sau đó là chiếc Marslew thuộc Đoàn tàu OB 288 vào ngày 23 tháng 2. Sang ngày 24 tháng 2, một trong số các tàu hộ tống cho Đoàn tàu OB 288 đã truy đuổi U-69 trong suốt ba giờ với 22 quả mìn sâu được thả xuống, nhưng nó thoát được mà không bị hư hại. U-69 kết thúc chuyến tuần tra và đi đến cảng Lorient bên bờ biển Đại Tây Dương của Pháp đã bị Đức chiếm đóng, đến nơi vào ngày 1 tháng 3.

#### Chuyến tuần tra thứ hai
U-69 xuất phát từ Lorient vào ngày 18 tháng 3 cho chuyến tuần tra thứ hai. Nó hoạt động xa hơn về phía Bắc đến vùng biển phía Nam Greenland và Iceland. Vào ngày 21 tháng 3, nó bị hai tàu hộ tống cho một đoàn tàu vận tải tấn công trong nhiều giờ bằng mìn sâu, nhưng không bị hư hại. Sang ngày 30 tháng 3, nó phóng ngư lôi đánh chìm tàu buôn Anh Coultarn thuộc Đoàn tàu OB 302 về phía Tây Nam Iceland, rồi bốn ngày sau đó lại phóng ngư lôi gây hư hại cho tàu buôn Anh Thirlby thuộc Đoàn tàu SC 26. Trên đường quay trở về, U-69 bị hư hại bởi một quả bom ném nhầm từ một máy bay Đức vào ngày 10 tháng 4 trước khi về đến Lorient vào ngày 11 tháng 4.

#### Chuyến tuần tra thứ ba
Khởi hành từ cảng Lorient, Pháp vào ngày 18 tháng 3 cho chuyến tuần tra thứ ba, U-69 chuyển hướng để hoạt động dọc theo bờ biển Đại Tây Dương của Tây Phi đến tận ngoài khơi Lagos, Nigeria. Đây là chuyến tuần tra thành công nhất của U-69, với tổng tải trọng 33.868 GRT tàu bè bị đánh chìm hay tổn thất toàn bộ. Chiếc tàu ngầm đã lần lượt rải thủy lôi ngoài khơi Takoradi, Ghana và Lagos vào các ngày 27 và 29 tháng 3 tương ứng. Trong số các nạn nhân của U-69, tàu buôn Hoa Kỳ trung lập SS Robin Moor bị bắt gặp ở vị trí 750 mi (1.210 km) ngoài khơi cảng Freetown, Sierra Leone. Hành khách và thủy thủ của Robin Moor được dành ra 30 phút để bỏ tàu lên các xuồng cứu sinh trước chiếc tàu ngầm phóng ngư lôi và nả pháo đánh chìm mục tiêu. Trong chặng quay trở về căn cứ, vào ngày 3 tháng 7, nó đụng độ và đấu pháo tay đôi với tàu buôn vũ trang Anh Robert L. Holt ở vị trí về phía Tây Nam quần đảo Canary, tiêu phí mất 136 quả đạn pháo nổ mạnh và đạn cháy cùng hỏa lực cỡ nhỏ để có thể đánh chìm đối thủ tại tọa độ 24°15′B 20°00′T / 24,25°B 20°T. U-69 kết thúc chuyến tuần tra và đi đến cảng St. Nazaire cùng trên bờ biển Đại Tây Dương của Pháp vào ngày 8 tháng 7. Nơi đây trở thành căn cứ hoạt động của nó trong suốt sáu chuyến tuần tra tiếp theo.

#### Chuyến tuần tra thứ tư, thứ năm và thứ sáu
Trong các chuyến tuần tra thứ tư (21 đến 28 tháng 8), thứ năm (1 tháng 9 đến 1 tháng 10) và thứ sáu (30 tháng 10 đến 8 tháng 12), U-69 hoạt động tại khu vực giữa Bắc Đại Tây Dương, nhưng đã không đánh chìm được mục tiêu nào.

### 1942

#### Chuyến tuần tra thứ bảy và thứ tám
Trong chuyến tuần tra thứ bảy kéo dài từ ngày 18 tháng 1 đến ngày 17 tháng 3, 1942, chia làm hai giai đoạn, U-69 tiếp tục hoạt động tại khu vực giữa Bắc Đại Tây Dương, nhưng vẫn không đánh chìm được mục tiêu nào.
Trong chuyến tuần tra tiếp theo, U-69 khởi hành từ cảng St. Nazaire vào ngày 12 tháng 4 để hoạt động xa hơn về phía Tây Nam đến tận vùng biển Caribe và ngoài khơi Trung Mỹ. Chiếc tàu ngầm đã đánh chìm năm tàu buôn Canada, Na Uy, Hoa Kỳ và Hà Lan không được hộ tống với tổng tải trọng 12.045 GRT. U-69 kết thúc chuyến tuần tra tại St. Nazaire vào ngày 25 tháng 6.

#### Chuyến tuần tra thứ chín - Đánh chìm SSCaribou
U-69 xuất phát từ cảng St. Nazaire, Pháp vào ngày 15 tháng 8 cho chuyến tuần tra thứ chín, kéo dài cho đến ngày 5 tháng 11; chiếc tàu ngầm đã băng qua suốt Đại Tây Dương để hoạt động dọc bờ biển phía Đông của Canada và Hoa Kỳ. Nó đã phóng ngư lôi đánh chìm tàu buôn Canada SS Carolus vào ngày 9 tháng 10, rồi đến ngày 14 tháng 10 tiếp tục đánh chìm chiếc tàu phà SS Caribou trong eo biển Cabot lúc 03 giờ 21 phút. Tổng cộng đã có 137 người, bao gồm 57 binh lính, 31 thủy thủ tàu buôn và 49 thường dân, thiệt mạng do vụ đắm tàu, hầu hết do mắc kẹt bên trong tàu hay đuối nước. 
Tranh luận nảy sinh chung quanh hoạt động của tàu quét mìn HMCS Grandmère, vốn tháp tùng để hộ tống cho Caribou. Thay vì dừng lại cứu vớt những người sống sót, Grandmère đã đuổi theo để tìm cách húc chiếc tàu ngầm, rồi thả sáu quả mìn sâu săn đuổi U-69 trong suốt gần hai giờ, trước khi quay lại cứu vớt những người sống sót của Caribou; trong thời gian này một số người sống sót trôi nổi trên biển đã bị chết cóng. Theo giải thích của Hải quân Hoàng gia Canada, Grandmère đã tuân theo quy trình hoạt động được đặt ra trong tình huống này là phải truy đuổi theo tàu ngầm đối phương; nếu nó dừng lại, nó gặp nguy cơ tiếp tục bị U-69 đánh chìm. Sự kiện Caribou bị đánh chìm đã đánh động dư luận vùng bờ Đông Bắc Mỹ, vì hoạt động của tàu ngầm U-boat Đức đã gây tổn thất cho thường dân ngay tại vùng bờ biển nhà. U-69 kết thúc chuyến tuần tra tại cảng Lorient, Pháp.

### 1943

#### Chuyến tuần tra thứ mười - Bị mất
U-69 rời cảng Lorient, Pháp vào ngày 2 tháng 1, 1943 cho chuyến tuần tra thứ mười, cũng là chuyến cuối cùng, và hoạt động trong thành phần bầy sói Haudegen từ ngày 19 tháng 1. Ở vị trí giữa Đại Tây Dương, nó tham gia tấn công Đoàn tàu ONS 165 vào ngày 17 tháng 2, nhưng bị các tàu hộ tống phát hiện qua hệ thống định vị cao tần (HF/DF: High Frequency Direction Finding) và radar. Chịu đựng các đợt tấn công bằng mìn sâu, U-69 buộc phải trồi lên mặt nước, và bị tàu khu trục Anh HMS Fame húc chìm giữa Bắc Đại Tây Dương về phía Đông Newfoundland, tại tọa độ 50°36′B 41°07′T / 50,6°B 41,117°T. Toàn bộ 46 thành viên thủy thủ đoàn đều tử trận.

### "Bầy sói" tham gia
U-69 từng tham gia bảy bầy sói:
- Seewolf (4 – 15 tháng 9, 1941)
- Brandenburg (15 – 24 tháng 9, 1941)
- Störtebecker (5 – 19 tháng 11, 1941)
- Gödecke (19 – 25 tháng 11, 1941)
- Letzte Ritter (25 tháng 11 – 3 tháng 12, 1941)
- Falke (8 – 19 tháng 1, 1943)
- Haudegen (19 tháng 1 – 15 tháng 2, 1943)

### Tóm tắt chiến công
U-69 đã đánh chìm được 17 tàu buôn có tổng tải trọng 67.515 GRT, gây tổn thất toàn bộ cho một chiếc 5.445 GRT, đồng thời gây hư hại cho một chiếc khác 4.887 GRT:
| Ngày              | Tên tàu        | Quốc tịch      | Tải trọng | Số phận            |
| ----------------- | -------------- | -------------- | --------- | ------------------ |
| 17 tháng 2, 1941  | Siamese Prince | United Kingdom | 8.456     | Bị đánh chìm       |
| 19 tháng 2, 1941  | Empire Blanda  | United Kingdom | 5.693     | Bị đánh chìm       |
| 23 tháng 2, 1941  | Marslew        | United Kingdom | 4.542     | Bị đánh chìm       |
| 30 tháng 3, 1941  | Coultarn       | United Kingdom | 3.759     | Bị đánh chìm       |
| 3 tháng 4, 1941   | Thirlby        | United Kingdom | 4.887     | Bị hư hại          |
| 21 tháng 5, 1941  | Robin Moor     | United States  | 4.999     | Bị đánh chìm       |
| 21 tháng 5, 1941  | Tewkesbury     | United Kingdom | 4.601     | Bị đánh chìm       |
| 31 tháng 5, 1941  | Sangara        | United Kingdom | 5.445     | Tổn thất toàn bộ   |
| 3 tháng 6, 1941   | Robert Hughes  | United Kingdom | 2.879     | Bị đánh chìm (mìn) |
| 27 tháng 6, 1941  | Empire Ability | United Kingdom | 7.603     | Bị đánh chìm       |
| 27 tháng 6, 1941  | River Lugar    | United Kingdom | 5.423     | Bị đánh chìm       |
| 3 tháng 7, 1941   | Robert L. Holt | United Kingdom | 2.918     | Bị đánh chìm       |
| 1 tháng 5, 1942   | James E Newson | Canada         | 671       | Bị đánh chìm       |
| 12 tháng 5, 1942  | Lise           | Norway         | 6.826     | Bị đánh chìm       |
| 13 tháng 5, 1942  | Norlantic      | United States  | 2.606     | Bị đánh chìm       |
| 21 tháng 5, 1942  | Torondoc       | Canada         | 1.927     | Bị đánh chìm       |
| 5 tháng 6, 1942   | Letitia Porter | Netherlands    | 15        | Bị đánh chìm       |
| 9 tháng 10, 1942  | Carolus        | Canada         | 2.375     | Bị đánh chìm       |
| 14 tháng 10, 1942 | Caribou        | Newfoundland   | 2.222     | Bị đánh chìm       |